# Metalectra viridescens
Metalectra viridescens là một loài bướm đêm trong họ Erebidae.